# Cadwgan ap Owain
Pour les articles homonymes, voir Cadwgan.
Cadwgan ap Owain (mort en 951) corégent du  Glywysing dans le Pays de Galles avec son frère 
Gruffydd. 
Fils de Owain ap Hywel il contrôle l'ouest du Glywysing pendant que leur autre frère Morgan Hen règne sur le Gwent. Son meurtre par les « Saxons » est relevée dans le  Brut y Tywysogion en 948.Selon la reconstitution des dates de Phillimore l'entrée doit être placée en AD 951. Sa mort permet à son frère Morgan ap Owain de réunir
le Glywysing et le royaume de Gwent pour former le Morgannwg.